# Jules Audy
Joseph Pierre Jules Audy, född den 2 september 1912 i Montréal, död den 22 september 1989 i Illinois City, var en kanadensisk bancyklist som var specialist på sexdagarslopp, av vilka han vann 14 stycken (med William "Torchy" Peden som partner i nio av dessa, vilket gör Audy/Peden till det artonde mest framångsrika sexdagarsparet genom tiderna). De nordamerikanska sexdagarsloppen avbröts på grund av andra världskriget i slutet av 1942 och när de återupptogs efter kriget fortastte Audy tävla, men utan några podieplaceringar som resultat.
Jules Audy blev invald i Federation Quebecoise des Sport Cyclistes – Temple de la Renommée (Hall of Fame) 1988.

## Meriter
| 1931/1932 Vinnare av Minneapolis sexdagars (nov.) med William Peden Vinnare av Montréals sexdagars (apr.) med William Peden 2:a i Montréals sexdagars (okt.) med Piet van Kempen 3:a i Milwaukees sexdagars (jan.) med Maurice Declerck 3:a i Torontos sexdagars (maj) med Harry Horan 1932/1933 Vinnare av Minneapolis sexdagars (nov.) med William Peden Vinnare av Chicagos sexdagars (nov.) med William Peden 2:a i Chicagos sexdagars (mar.) med Willie Grim 2:a i Montréals sexdagars (apr.) med Albert Crossley 2:a i Torontos sexdagars (apr./maj) med William Peden 1933/1934 Vinnare av Clevelands sexdagars (dec.) med Piet van Kempen Vinnare av Pittsburghs sexdagars (mar.) med William Peden Vinnare av Montréals sexdagars (apr.) med William Peden Vinnare av Torontos sexdagars (maj) med William Peden 2:a i Minneapolis sexdagars (nov.) med Piet van Kempen 2:a i Montréals sexdagars (okt.) med William Peden 2:a i Torontos sexdagars (okt.) med Piet van Kempen 1934/1935 Vinnare av Milwaukees sexdagars (nov.) med William Peden och Henri Lepage Vinnare av Oaklands sexdagars (jun.) med Reginald Fielding 2:a i Minneapolis sexdagars (dec.) med William Peden och Henri Lepage 2:a i Montréals sexdagars (apr./maj) med Jimmy Walthour 1935/1936 2:a i Minneapolis sexdagars (sep.) med Henri Lepage 2:a i Chicagos sexdagars (mar.) med William Peden 2:a i Montréals sexdagars (apr.) med Henri Lepage 2:a i Torontos sexdagars (apr./maj) med William Peden 3:a i Chicagos sexdagars (nov.) med William Peden 3:a i Milwaukees sexdagars (jan.) med William Peden | 1936/1937 Vinnare av Pittsburghs sexdagars (apr.) med Heinz Vopel Vinnare av Louisvilles sexdagars (apr.) med William Peden Vinnare av Philadelphias sexdagars (nov.) med Henri Lepage 2:a i Clevelands sexdagars (jan.) med William Peden 3:a i Milwaukees sexdagars (jan.) med Tino Reboli 3:a i Chicagos sexdagars (mar.) med William Peden 1937/1938 2:a i Indianapolis sexdagars (apr.) med Ernst Bühler 3:a i Pittsburghs sexdagars (apr.) med Ernst Bühler 1938/1939 3:a i San Franciscos sexdagars (mar.) med Fred Ottevaire 1939/1940 2:a i Clevelands sexdagars (dec.) med Cesare Moretti Jr. 3:a i Chicagos sexdagars (nov.) med Henry O'Brien 3:a i New Yorks sexdagars (nov.) med Robert Thomas 3:a i Columbus sexdagars (mar.) med Cesare Moretti Jr. 1940/1941 3:a i Washingtons sexdagars (sep.) med Heinz Vopel 3:a i Buffalos sexdagars (mar.) med René Cyr 1941/1942 Vinnare av Milwaukees sexdagars (jan.) med Cecil Yates 2:a i Montréals sexdagars (okt.) med Cecil Yates 3:a i Clevelands sexdagars (feb.) med Cecil Yates |